# Mauser 1914

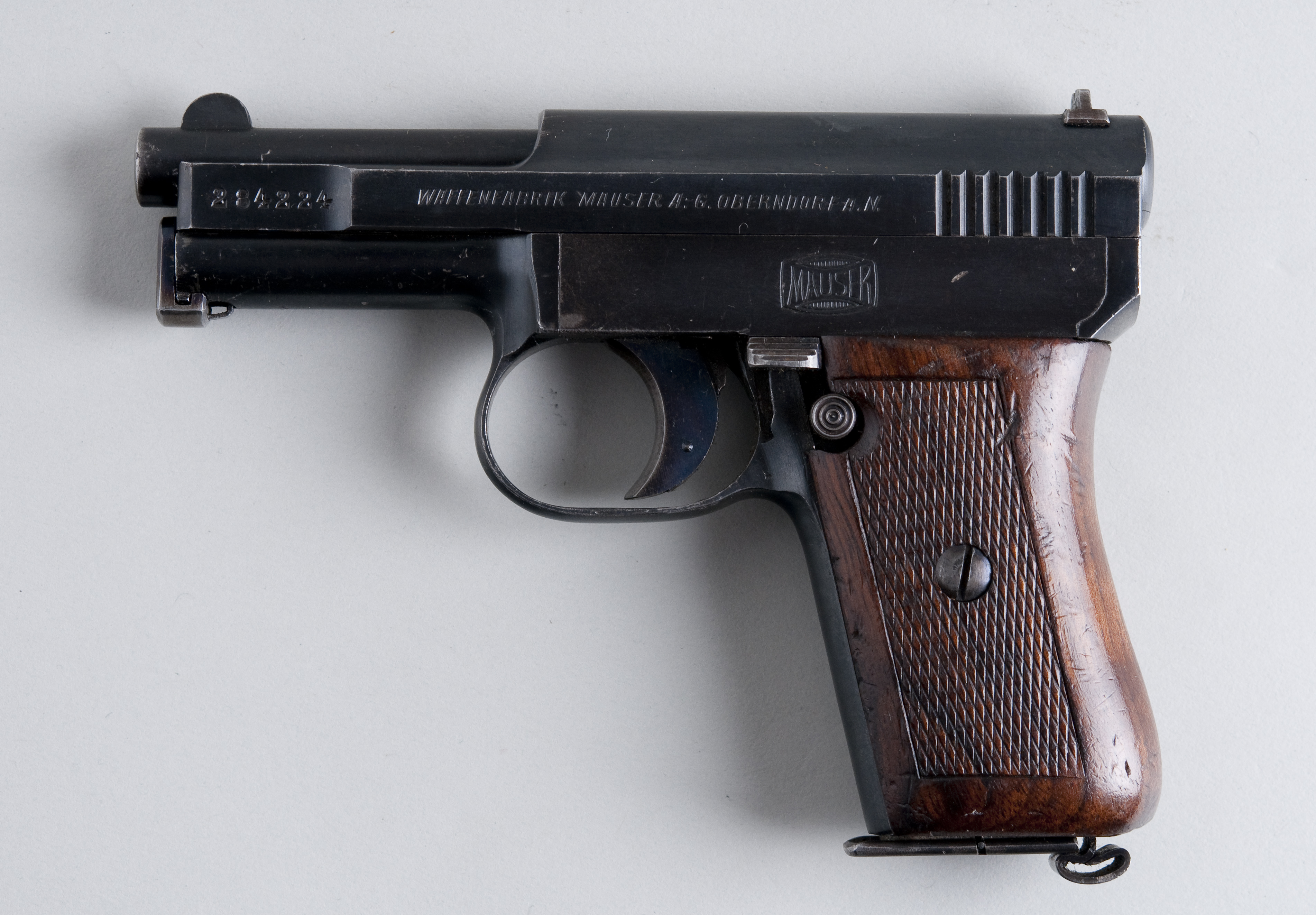
Modelo 1910

A Mauser Modelo 1914 é uma pistola semiautomática feita pela Mauser. Um derivado do Modelo 1910 de 6,35 mm (.25 ACP) projetado por Josef Nickl, o Modelo 1914 usa munição de 7,65 mm (.32 ACP).
Em 1934, o Modelo 1914 foi substituído pelo mais simples Modelo 1934. As pistolas Mauser 1914 foram usadas pela polícia e pelo exército alemães durante as duas Guerras Mundiais.

## Variantes
A primeira variante do Modelo 1910 foi a "Trava Lateral", que apresentava uma trava lateral giratória logo acima do gatilho, o que permitia que a tampa sobre a lateral do mecanismo de trava fosse removida para limpeza. A segunda variante foi o "Novo Modelo", normalmente chamado de "Model 1910/14" porque apareceu pela primeira vez em 1914. O modelo original de trava lateral criava alguns problemas potenciais quando desmontado em campo, pois o gatilho podia ser removido, mas seria difícil de substituir devido à pressão da mola sobre ele. O Novo Modelo eliminou esse problema e forneceu algumas outras mudanças no mecanismo de trava, incluindo melhorias no mecanismo do interruptor e nos mecanismos de parada do carregador e da corrediça. A mudança do Novo Modelo no mecanismo do percussor também tornou mais fácil determinar se a pistola estava engatilhada.

## Operação
A pistola era de ação simples e disparava por percussor, com o gatilho conectado a uma alavanca de manivela que girava em torno de seu centro para se soltar do percussor, permitindo que ela voasse para frente sob pressão da mola e descarregasse o cartucho.
A corrediça da pistola trava aberta tanto com um carregador vazio quanto quando nenhum carregador é inserido. Se um carregador vazio for removido, a corrediça permanecerá travada aberta: no entanto, se um carregador vazio for inserido e totalmente encaixado, a corrediça fechará. Se um carregador for carregado com cartuchos e então inserido na pistola e totalmente encaixado enquanto a corrediça já estiver travada aberta, a corrediça se moverá para frente, automaticamente carregando uma bala. Esse recurso garante uma recarga rápida, pois não há necessidade de operar a corrediça para colocar a pistola em ação, pois uma vez que um carregador carregado foi inserido, a corrediça fecharia automaticamente e a pistola estaria pronta para disparar. Se a corrediça já estiver para frente quando um carregador carregado for inserido, ela pode simplesmente ser puxada para trás para carregar uma bala, assim como acontece com pistolas de corrediça típicas.
A ação do "Modelo 1914" era em grande parte a mesma das pistolas "Novo Modelo" de 6,35 mm e apresentava as mesmas melhorias nos mecanismos de gatilho e interruptor, e nos mecanismos do carregador que bloqueavam a abertura da corrediça quando o carregador estava vazio, e impediam que a pistola fosse disparada se o carregador fosse removido.